# 阪口政明
阪口 政明（さかぐち まさあき、1947年10月3日 - ）は、日本の経営者。ダイワボウホールディングス社長、会長を務めた。

## 来歴・人物
大阪府出身。1971年に慶應義塾大学法学部政治学科を卒業し、同年4月に大和紡績に入社した。2000年6月に取締役に就任し、2003年6月に常務を経て、2010年6月にはダイワボウホールディングス社長に就任。2015年6月には会長に就任。